# روبرت أبيل
روبرت أبيل (بالإنجليزية: Robert Abel)‏ هو مهندس ورسام رسوم متحركة وعالم حاسوب ومخرج أمريكي، ولد في 10 مارس 1937 في كليفلاند في الولايات المتحدة، وتوفي في 23 سبتمبر 2001 في لوس أنجلوس في الولايات المتحدة بسبب نوبة قلبية.

## وصلات خارجية
- روبرت أبيل على موقع IMDb (الإنجليزية)
- روبرت أبيل على موقع ألو سيني (الفرنسية)
- روبرت أبيل على موقع أول موفي (الإنجليزية)
- روبرت أبيل على موقع قاعدة بيانات الأفلام السويدية (السويدية)
- روبرت أبيل على موقع قاعدة بيانات الفيلم (الإنجليزية)
- روبرت أبيل على موقع كينوبويسك (الروسية)